# Adria (piroscafo)
L'Adria (già Pilsna, già Ferencz Ferdinand, poi HMS Gombroon) è stato un piroscafo da carico italiano (ed in precedenza austroungarico), violatore di blocco durante la seconda guerra mondiale.

## Storia

L'Adria fotografato a fine anni Venti.

Costruito tra il 1913 ed il 1914 nei cantieri Clyde Shipbuilding & Engineering Company Ltd. di Port Glasgow (numero di scafo 306) con il nome di Ferencz Ferdinand, il mercantile, un piroscafo misto di 3542 (successivamente aumentate a 3809) tonnellate di stazza lorda e 3150 tonnellate di portata lorda, apparteneva alla compagnia austroungarica Adria Magyar Királyi Tengerhajózási RT, con sede a Fiume.
Nel 1919, con la dissoluzione dell'Impero austro-ungarico, la compagnia proprietaria divenne Adria Co. (o Adria Società anonima di Navigazione) di Fiume, e nel 1921, con il definitivo passaggio dei territori giuliani all'Italia, mutò nome in Adria Società Anonima di Navigazione Marittima, mantenendo sempre la sede a Fiume: in corrispondenza di quest'ultimo cambiamento, nel 1921, il Ferencz Ferdinand venne ribattezzato Adria. Il piroscafo navigò anche nelle acque della Grecia.

Nel 1924 l'Adria passò al Lloyd Triestino, con sede a Trieste (dal 1937 Società Anonima di Navigazione Lloyd Triestino), venendo pertanto iscritto con matricola 222 al Compartimento marittimo di Trieste. 

Il piroscafo con la livrea tradizionale scura del Lloyd Triestino.

 Nel 1935 il piroscafo mutò nome in Pilsna, ma già nel 1936 riassunse il precedente nome di Adria. A partire dalla seconda metà degli anni trenta il mercantile venne impiegato principalmente nel trasporto passeggeri di linea da e per il Mar Rosso e l'Africa Orientale Italiana.
All'entrata dell'Italia nella seconda guerra mondiale, il 10 giugno 1940, l'Adria si trovava a Chisimaio, nella colonia italiana della Somalia, dove rimase inattivo per circa otto mesi.
Nel febbraio 1941, nell'imminenza della caduta della Somalia, il locale comando della Regia Marina ordinò la partenza delle navi mercantili valutate in condizioni idonee ad affrontare la navigazione sino al Madagascar. Le navi avrebbero raggiunto il porto di Diego Suarez, controllato dalle forze della Francia di Vichy, dove sarebbero state al sicuro.

Nella serata del 10 febbraio 1941, pertanto, l'Adria lasciò Chisimaio insieme al grosso piroscafo misto Leonardo da Vinci, alla pirocisterna Pensilvania ed ai piroscafi da carico Savoia, Erminia Mazzella e Manon, mentre in un secondo momento partirono anche il piroscafo misto Somalia e la motonave da carico Duca degli Abruzzi, uniche due unità a raggiungere Diego Suarez (secondo altre fonti tutte ed otto le navi partirono nella notte tra il 10 e l'11 febbraio 1941).

L'Adria in una cartolina degli anni Trenta, con la nuova livrea adottata dal Lloyd Triestino.

 Poco dopo aver raggiunto il mare aperto, tuttavia, tutte le navi del primo gruppo vennero intercettate e catturate, nonostante tentativi di sabotaggio da parte degli equipaggi, da incrociatori britannici inviati nella zona allo scopo. Gli equipaggi italiani vennero internati nei campi di prigionia di Kenya e Sudafrica.
L'Adria, in particolare, già l'11 febbraio, giorno successivo alla partenza, venne attaccato e mitragliato da un aereo britannico, ed il giorno successivo venne raggiunto dall'incrociatore leggero HMS Ceres e dal piroscafo Impala (ex Ermina Mazzella, anch'esso appena catturato; ma sulla presenza di quest'ultimo vi sono informazioni discordanti), che lo obbligarono a fare rotta su Bombay, dove arrivò il 13 febbraio 1941, venendo catturato, mentre l'equipaggio fu sbarcato ed internato. Altre fonti attribuiscono la cattura dell'Adria all'incrociatore pesante HMS Hawkins.

Passato sotto il controllo del Ministry of War Transport (dal maggio 1941 al settembre 1942), l'Adria, mantenendo il proprio nome, venne assegnato alla Liner Division  e temporaneamente dato in gestione alla British India Steam Navigation Company Ltd. di Mombasa. 

Il piroscafo nel porto di Messina.

 Il 2 aprile 1942 (per altre fonti nello stesso 1941), tuttavia, la nave venne incorporata nella Royal Navy come HMS Adria, per essere inizialmente utilizzata quale nave caserma nella nuova base di Khor Kuwai (Oman), entrando in servizio il 29 gennaio 1943, e fu dislocata dapprima a Bombay, a disposizione dell'Ammiragliato, e poi, come nave appoggio, nel Golfo Persico. Il 24 settembre 1943 l'Adria lasciò Bandar Abbas alla volta di Bombay, dove arrivò il 30 settembre.
Nel dicembre 1943 l'unità mutò nome in HMS Gombroon (altre fonti retrodatano il cambio di nome alla data dell'entrata in servizio, il 29 gennaio 1943) e fu trasferita ad Hormuz, venendo ancora impiegata come nave appoggio (a partire dal novembre 1944 venne impiegata come nave appoggio per le navi scorta in servizio nel Golfo Persico). Nell'aprile 1945 la nave venne nuovamente trasferita a Bombay, mentre nel maggio 1945 fu dislocata a Rangoon, con la Burma Coast Escort Force.
Conclusa la guerra, la Gombroon, terminata la propria attività il 2 dicembre 1945, venne posta in disarmo il giorno successivo e fu radiata il 25 aprile 1947. La nave venne venduta per demolizione nel luglio (per altre fonti maggio) 1947.